# 圣阿古斯丁-德瓜达利克斯
圣阿古斯丁-德瓜达利克斯，是西班牙马德里自治区的一个市镇。总面积38.3平方公里，总人口12 955人（2013年），人口密度338人/平方公里。